# Fernand Guignier
Fernand Charles Gaston Guignier, né le 29 août 1902 à Montpellier et mort le 12 août 1980 à Nantes, est un peintre et sculpteur français.

## Biographie
Fils d'un graveur, Fernand Guignier est un élève des sculpteurs Émile Derré et Jean-Antoine Injalbert à l'École des Beaux Arts de Paris. Entre 1926 et 1960, il participe seize fois au Salon des artistes français au Palais de Tokyo, où dans les catégories de la sculpture, il expose de nombreux bustes et des statues. En 1938, il présente un plâtre, intitulé Rêverie, qui figure un enfant assis, puis en 1943 le chiffre d'une sainte, étroitement liée à l'histoire de Paris, la figure de Sainte Geneviève. En 1946, il présente le torse d'un athlète et en 1947 le plâtre Naïade.
En tant qu'artiste, il a été très actif dans le quartier de Montmartre à Paris. Il sculpte ainsi en 1941 pour une fontaine du Square Suzanne-Buisson une statue de saint Denis, premier évêque de Paris vers 250 qui mourut décapité sur une colline nommée "Montagne des Martyrs" (Montmartre). Selon la légende, saint Denis aurait porté sa tête dans ses mains jusqu'à sa tombe, où fut érigée la basilique Saint-Denis. Guignier représente par une vue de côté le saint portant sa tête entre ses mains,,.
En tant que peintre, Guignier est resté fidèle à Paris et Montmartre. De nombreuses peintures à l'huile, aquarelles et croquis montrent différents endroits du  quartier et d'autres quartiers populaires du centre de Paris, tels que la cathédrale Notre-Dame, la Place de la Concorde et l'Île de la Cité.

## Œuvres
- Sculpture de la Fontaine Saint Denis au Square Suzanne Buisson à Paris, 1941.
- Statue en plâtre Rêverie, Salon des artistes français, 1938.
- Statue en plâtre Naïade, Salon des artistes français, 1947.